# Antoine Boirot
Pour les articles homonymes, voir Boirot.
Antoine Boirot est un avocat et homme politique français, né le 30 août 1744 à Vicq et décédé le 23 mars 1831 à Clermont-Ferrand.

## Biographie
Antoine Boirot naît à Vicq, au village des Serviers, dans une famille bourgeoise, de Pierre, sieur des Serviers, et d'Anne Lartaud, sa seconde épouse.
Il prête serment comme avocat en parlement devant le parlement de Paris le 8 mai 1769 ; il est inscrit au barreau de Clermont-Ferrand de 1772 à 1789 ; il est président du canton de Clermont-Ferrand au début de la Révolution. Il est emprisonné quelque temps en 1793. Il est élu député du Puy-de-Dôme au Conseil des Anciens le 23 germinal an V. Rallié au coup d'État du 18 Brumaire, il est nommé conseiller général (1800), puis retrouve son siège de député de 1808 à 1815.
Il reprend par la suite sa profession d'avocat, tout en étant conseiller municipal de Clermont-Ferrand. Il est bâtonnier de l'ordre de 1823 à sa mort.
Il est enterré au cimetière des Carmes, en face de la grande porte d'entrée,.
Il était officier de la Légion d'honneur et membre de l'Académie des sciences, belles-lettres et arts de Clermont-Ferrand.
Antoine Boirot a épousé Antoinette Ponthenier, d'une famille notable de Charroux ; ils n'ont pas de postérité. Il est l'oncle d'Étienne Boirot (1779-1849), maire de Charroux et député de l'Allier de 1834 à 1839, fils de son frère Pierre. Il est aussi l'arrière-grand-oncle du côté maternel de Victor André Cornil, professeur de médecine, préfet de l'Allier en 1870 et plus tard député, puis sénateur de l'Allier.

## Hommages
Une rue de Clermont-Ferrand, qui va de la rue Verdier-Latour à la rue Saint-Hérem, dans le quartier de la cathédrale, porte son nom. C'était la rue où il habitait, anciennement rue Porte-Laurent.
La municipalité lui éleva en 1840 un monument funéraire au cimetière des Carmes,.

## Sources
- « Antoine Boirot », dans Adolphe Robert et Gaston Cougny, Dictionnaire des parlementaires français, Edgar Bourloton, 1889-1891 [détail de l’édition]
- Henri de Frémont, Généalogies de familles bourbonnaises, IV, p. 595.
- Jacques Girard, Hommes et femmes célèbres ou remarquables d'Auvergne, du Bourbonnais et du Velay, dictionnaire biographique et historique, Olliergues, Éd. de la Montmarie, 2005, p. 196.
- Jean-Luc Gaineton, Hommage aux avocats de Basse-Auvergne et du Puy-de-Dôme, Clermont-Ferrand, 2006, p. 76-77 (l'ouvrage porte sur la première de couverture un portrait en couleur d'Antoine Boirot, appartenant à l'ordre des avocats de Clermont-Ferrand ; ce portrait ressemble à la gravure publiée par Bonnefoy).